# Гарро, Хосе де
Маркос Хосе де Гарро Сенеи де Артола по прозвищу «Эль Санто» («Святой») (исп. José de Garro; 1623, Мондрагон, Гипускоа, Страна Басков, Испания — 1702, Сан-Себастьян, Гипускоа, Страна Басков, Испания) — испанский государственный и военный деятель. Губернатор провинции Тукуман (1675—1678), Буэнос-Айреса (1678—1682), губернатор Чили (1682). Командир гарнизона Гибралтар, генерал-капитан Страны Басков.

## Биография
Баск по происхождению. С молодости служил в испанской армии. Участвовал в кампаниях в Каталонии и Португалии, стал полковником. Поссорившись с генералом, испанским грандом, предпочел жить вдали от двора и попросился отправить его на службу в Южную Америку. В 1675 году получил должность губернатора провинции Тукуман в вице-королевстве Перу (ныне Аргентина). До 1678 года служил в этой отдалённой части Королевской аудиенсии Чаркас. За это время провёл три экспедиции с целью усмирения враждебных индейцев, основал форта Эль-Понго к востоку от города Жужуй.
После этого назначен губернатором Буэнос-Айреса в Рио-де-ла-Плата (1678—1682).
В 1680 г. в Колониа-дель-Сакраменто (напротив Буэнос-Айреса, на противоположном берегу Рио-де-Ла-Платы) появился португальский отряд, основавший поселение. За несколько лет до этого произошло разделение испанской и португальской корон. Португалия стремилась обладать всей южной частью Бразилии вплоть до Рио-де-Ла-Платы. Поэтому она расположила этот отряд в Колонии, месте, имевшем большое стратегическое значение.
В 1680 году губернатор Буэнос-Айреса, Хосе де Гарро, узнал об этом поселении и послал дону Мануэлю де Лобо, главе португальского отряда, жёсткий ультиматум, предупредив его, что Восточный берег принадлежит королю Испании и, следовательно, португальцы должны уйти. В ответном послании де Лобо просил позволить ему создать поселение и затем обсудить дипломатические вопросы перед королевскими дворами. Он заявил, что намерения поселенцев были мирными и что они хотели торговать с Буэнос-Айресом. Гарро, крайне упрямый баск и, кроме того, патриот, настаивал на том, что поселенцы должны уйти. Он послал письмо своему коллеге, губернатору Тукумана, чтобы тот попытался мобилизовать ополчение всех городов — от Тукумана до Буэнос-Айреса — и начать таким образом кампанию по изгнанию португальцев. Из Кордобы, Тукумана, Ла-Риохи прибыли отряды, собранные вассальными подданными, одной из обязанностей которых было являться на королевскую службу за свой счет каждый раз, когда возникала нужда в их военных услугах. Кроме того, Хосе де Гарро попросил иезуитов, чтобы они прислали в качестве подкрепления индейцев гуарани. Так было сформировано некое подобие армии из трёх тысяч индейцев.
После этого, произошло нападение на португальцев, превратившееся в ужасную бойню. Гуарани, испытывавшие особую ненависть к португальцам из-за их походов против них, убили почти всех несчастных поселенцев, многие из которых были крестьянами. Сам Мануэль де Лобо был взят в плен и умер спустя год или два.
Захват Колонии-дель-Сакраменто, осуществленный без разрешения, был дезавуирован королём Испании, и поселение было возвращено Португалии в 1681 году, после временного договора, заключённого в ожидании дальнейших переговоров, включая создание пограничной комиссии, в конце концов заключившей Утрехтский договор в 1713 году.
В 1682—1692 годах Хосе де Гарро служил королевским губернатором Чили (генерал-капитаном Чили). На этом посту принял ряд мер по борьбе с пиратами и каперами.
Действия Хосе де Гарро в Америке получили хорошую оценку при испанском дворе, и ему было поручено командование гарнизоном Гибралтара. В 1691 году он был оштрафован на 4 тысячи мараведиев за то, что в течение всего периода его пребывания на этом посту, так и не смог отдать приказ о восстановлении лесов на близлежащих холмах. Позже, занимал должность генерал-капитана (военного губернатора) Страны Басков.